# Spodoptera cycloides
Spodoptera cycloides là một loài bướm đêm trong họ Noctuidae.